# Coupe de la Ligue d'Irlande du Nord de football 2016-2017
Navigation
Édition précédente Édition suivante
La 31e coupe de la Ligue d'Irlande du Nord de football, connue aussi de par son contrat de sponsoring sous le nom d’JBE League Cup se dispute entre le 6 août 2016 et 18 février 2017. Le Cliftonville Football Club, vainqueur des quatre précédentes éditions, remet en jeu son titre. 
La compétition oppose les 36 clubs qui disputent les trois premiers niveaux du championnat d'Irlande du Nord de football : NIFL Premiership, NIFL Championship 1 et NIFL Championship 2.
Ballymena United Football Club remporte la compétition en battant Carrick Rangers Football Club en finale

## Organisation
La compétition se dispute sur le principe de l'élimination directe jusqu'à la finale. Elle oppose les quarante clubs disputant les trois niveaux les plus élevés du championnat d'Irlande du Nord de football, Premiership, Championship 1 et Championship 2. Les seize clubs les mieux classés au terme de la saison 2014-2015 sont qualifiés directement pour le deuxième tour en y sont tête de série. Ces seize clubs sont les douze participant au Premiership et les clubs ayant terminé dans les quatre premiers du Championship 1.
| Tour             | Matchs           | Clubs   |
| ---------------- | ---------------- | ------- |
| Premier tour     | 6 août 2016      | 36 → 32 |
| Deuxième tour    | 30 août 2016     | 32 → 16 |
| Troisième tour   | 12 octobre 2016  | 16 → 8  |
| Quarts de finale | 16 novembre 2016 | 8 → 4   |
| Demi-Finales     | 13 décembre 2016 | 4 → 2   |
| Finale           | 18 février 2017  | 2 → 1   |

## Premier tour
| Club recevant   | Score            | Club visiteur     | Lieu de la rencontre | Date |
| --------------- | ---------------- | ----------------- | -------------------- | ---- |
| Limavady United | 2-1              | Queens University |                      |      |
| Lurgan Celtic   | 1-1 t. a. b. 5-4 | Bangor FC         |                      |      |
| Moyola Park     | 1-3              | Institute FC      |                      |      |
| PSNI            | 0-1              | Banbridge Town    |                      |      |

## Deuxième tour
| Club recevant         | Score | Club visiteur              | Lieu de la rencontre | Date |
| --------------------- | ----- | -------------------------- | -------------------- | ---- |
| Annagh United         | 3-2   | Glentoran FC               |                      |      |
| Ards FC               | 3-1   | Newry City FC              |                      |      |
| Armagh City           | 3-1   | Dergview FC                |                      |      |
| Ballinamallard United | 3-0   | Dundela FC                 |                      |      |
| Ballyclare Comrades   | 0-2   | Carrick Rangers            |                      |      |
| Ballymena United      | 4-1   | Newington YC               |                      |      |
| Cliftonville FC       | 11-1  | Distillery FC              |                      |      |
| Coleraine FC          | 3-0   | Limavady United            |                      |      |
| Crusaders FC          | 3-1   | Loughgall FC               |                      |      |
| Dungannon Swifts      | 6-2   | Sport & Leisure Swifts FC  |                      |      |
| Glenavon FC           | 5-0   | Tobermore United           |                      |      |
| Institute FC          | 0-2   | Harland & Wolff Welders FC |                      |      |
| Linfield FC           | 5-0   | Larne FC                   |                      |      |
| Portadown FC          | 6-1   | Donegal Celtic             |                      |      |
| Warrenpoint Town      | 4-2   | Banbridge Town             |                      |      |
| Knockbreda FC         | 1-7   | Lurgan Celtic              |                      |      |

## Troisième tour
| Club recevant    | Score | Club visiteur              | Lieu de la rencontre | Date |
| ---------------- | ----- | -------------------------- | -------------------- | ---- |
| Annagh United    | 0-6   | Cliftonville FC            |                      |      |
| Ards FC          | 2-4   | Warrenpoint Town           |                      |      |
| Armagh City      | 0-2   | Carrick Rangers            |                      |      |
| Ballymena United | 4-1   | Linfield FC                |                      |      |
| Coleraine FC     | 3-0   | Knockbreda FC              |                      |      |
| Dungannon Swifts | 6-1   | Ballinamallard United      |                      |      |
| Glenavon FC      | 4-2   | Harland & Wolff Welders FC |                      |      |
| Portadown FC     | 3-4   | Crusaders FC               |                      |      |

## Quarts de finale
| Quart de finale 1 | Carrick Rangers | 2-0 | Dungannon Swifts |  |  |
| 16 novembre 2016  |                 | (–) |                  |  |  |

| Quart de finale 2 | Coleraine FC    | 1-1 | Crusaders FC |  |  |
| 16 novembre 2016  |                 | (–) |              |  |  |
| 16 novembre 2016  | Tirs au but 5-4 |     |              |  |  |

| Quart de finale 3 | Glenavon FC | 3-2 | Cliftonville FC |  |  |
| 16 novembre 2016  |             | (–) |                 |  |  |

| Quart de finale 4 | Warrenpoint Town | 0-2 | Ballymena United |  |  |
| 16 novembre 2016  |                  | (–) |                  |  |  |

## Demi-finales
| Demi-finale 1 | Ballymena United | 3-0 | Coleraine FC |  |  |
| 16 décembre   |                  | (–) |              |  |  |

| Demi-finale 2 | Glenavon FC | 0-1 | Carrick Rangers |  |  |
| 16 décembre   |             | (–) |                 |  |  |

## Finale
| Finale          | Ballymena United Football Club            | 2-0   | Carrick Rangers Football Club | Seaview                |                        |
| 18 février 2017 | Allan Jenkins 45e · Conor McCloskey 90+2e | (1-0) |                               | Arbitrage : Ian McNabb | Arbitrage : Ian McNabb |